# (53093) La Orotava
(53093) La Orotava est un astéroïde de la ceinture principale.

## Description
(53093) La Orotava est un astéroïde de la ceinture principale. Il fut découvert le 28 décembre 1998 à l'Observatoire Kleť par Jana Tichá et Miloš Tichý. Il présente une orbite caractérisée par un demi-grand axe de 2,18 UA, une excentricité de 0,11 et une inclinaison de 1,2° par rapport à l'écliptique.

## Compléments